# Villa Fini
Villa Santorini, Toderini, Fini era una villa veneta situata a Dolo (località Casello 12), lungo la Riviera del Brenta.
La villa è stata distrutta da un tornado, secondo le prime stime di livello EF4 della scala Fujita avanzata, che ha colpito il Veneto l'8 luglio 2015. Il presidente della Regione Veneto Luca Zaia, durante un sopralluogo sul luogo del disastro, ha affermato che Villa Fini dovrà risorgere come la Fenice di Venezia.

## Storia
La villa è attestata per la prima volta nel 1665, quando Zuane Antonio Toderini acquisì le proprietà di Paolo Santorini, composte da 75 campi e da alcuni edifici; tra questi una casa domenicale ancora in fase di costruzione.
Verso la fine dello stesso secolo il complesso passò alla famiglia Fini ai quali si deve il maggiore apporto compositivo e decorativo. Secondo l'ipotesi di Ennio Concina, condivisa da Elena Bassi, questi interventi vanno attribuiti all'architetto Alessandro Tremignon, il quale lavorò al servizio dei Fini anche nel centro storico di Venezia (chiesa di San Moisè, palazzo Flangini-Fini).